# XII (pracovní tábor)
XII byl pracovní tábor pro nesvobodné pracovní síly sloužící uranovému průmyslu komunistického Československa.

## Historie tábora
Tábor byl zřízen v září 1951 a zrušen v srpnu 1954. Kvůli utajení mu bylo přiděleno krycí označení X. Tábor XII byl součástí systému pracovních táborů na Hornoslavkovsku, které bylo třetím významným místem těžby uranu na území Československa po druhé světové válce. V září 1951 bylo v táboře XII drženo 1500 vězňů a v březnu 1953 to bylo dokonce 1987 vězňů. Velitelem tábora byl po celou dobu Jiří Machota.

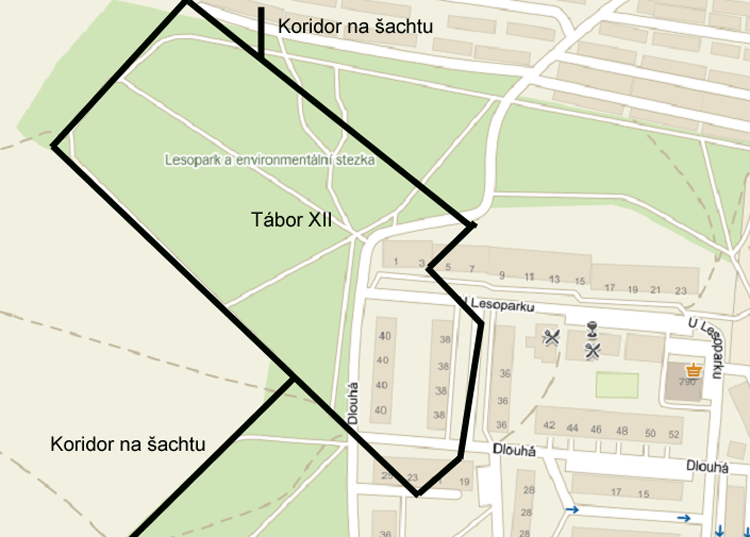
Poloha tábora XII vyznačená na současné mapě města

Dne 15. října 1951 na táboře XII došlo ke zřejmě nejkrvavějšímu útěku vězňů. Z  tábora uteklo 11 vězňů. Při útěku byl vězni zabit jeden strážný. Při nočním pronásledování bylo zastřeleno pět uprchlíků (Ferdinand Combel, František Petrů, Jan Úlehla, Vladislav Roubal a Jan Trn), František Čermák byl zastřelen při pokusu o přechod státní hranice a Miroslav Hasil spáchal sebevraždu. Vězni Ladislav Plšek s Borisem Volkem byli chyceni a v procesu „Karolík a spol.“ odsouzeni k trestu smrti. V souvislosti s útěkem byl k trestu smrti odsouzen také dozorce Karolík, který však s útěkem neměl nic společného. Ze všech uprchlíků tak přežili pouze Karel Kukal a Zdeněk Štich. O útěcích z jáchymovských lágrů později Kukal napsal knihu Deset křížů.
Oběti hromadného útěku připomíná symbolický hrob na hřbitově v Horním Slavkově.
V pracovním táboře XII vykonávali tresty odnětí svobody někteří členové československého národního hokejového mužstva. Byli to Augustin Bubník, Stanislav Konopásek, Václav Roziňák a Zlatko Červený, odsouzení ve vykonstruovaném nezákonném procesu s hokejisty reprezentačního družstva.